# 良岑季高
良岑 季高（よしみね の すえたか、生没年不詳）は、平安時代末期の貴族。官位は散位従五位下。良岑惟季の子で、子に良岑高成。

## 良岑季高
季高は、尾張国丹羽郡の郡司・良岑惟季の子に生まれる。父の跡を継いで丹羽郡司となる。保安4年（1123年）から保延3年（1137年）まで郡務にあたったとされる。私領を陽明門院や後三条院に寄進している。季高の子・良岑上総守高成は、良岑氏流前野氏の始祖・前野高長の父である。高成の娘で高長の妹にあたる人物は平忠盛の側室となり、平忠度を生んだ。良岑氏は桓武天皇と百済永継の子である良岑安世を祖とする氏族 で、種別としては皇別に分類される。本貫は山城国で、後裔には児玉丹羽氏・良岑氏流前野氏などがある。この季高も、良岑安世の子孫である。

## 系譜
- 父：良岑惟季
- 母：不詳
- 妻：尾張掾　尾張成喜の娘
  - 男子：良岑高成